# Vittorio De Sica

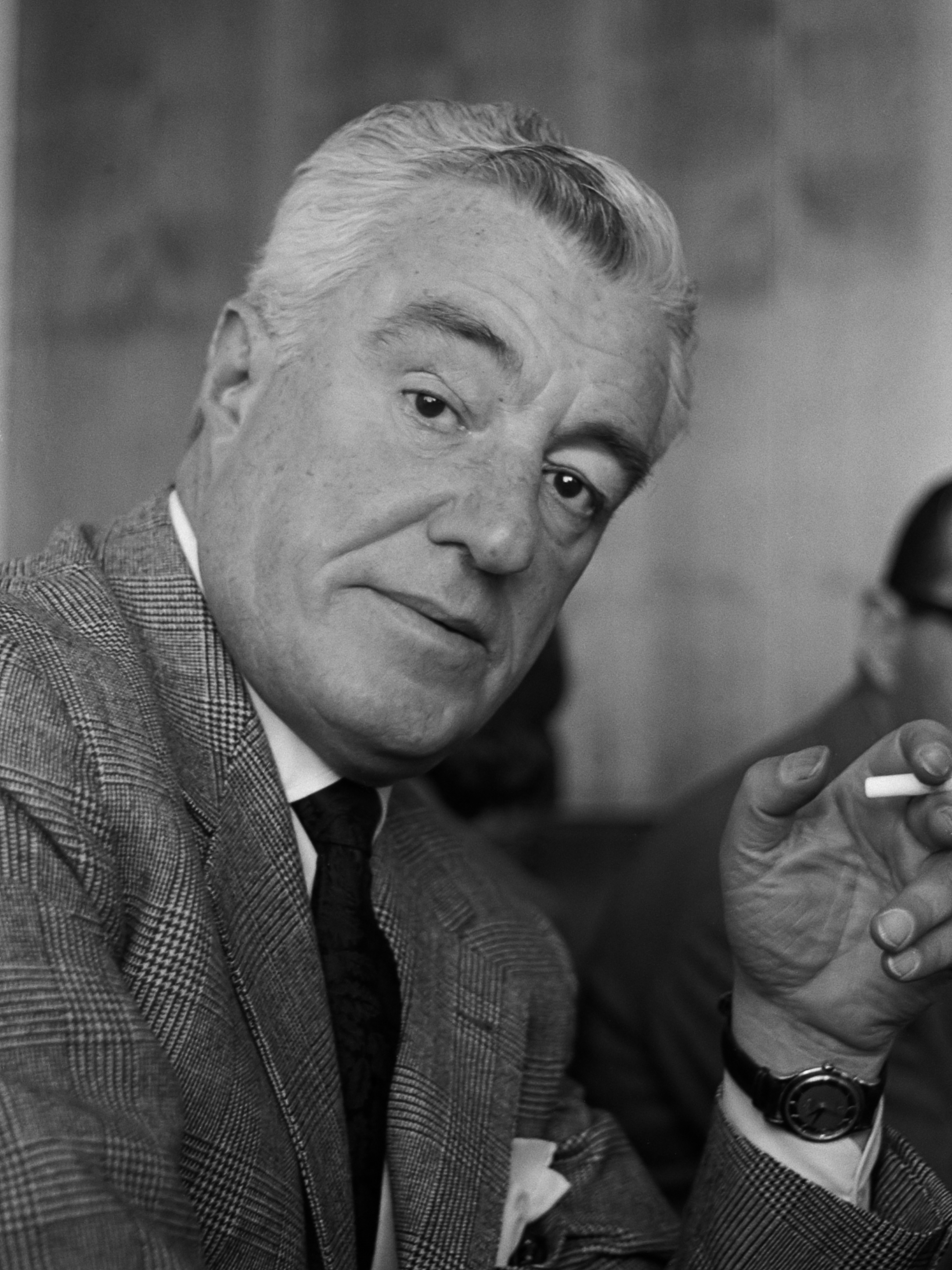
Vittorio De Sica 1962

Vittorio De Sica (* 7. Juli 1901 in Sora, Italien; † 13. November 1974 in Neuilly-sur-Seine bei Paris) war ein italienischer Schauspieler und Filmregisseur; ab 1968 war er auch französischer Staatsbürger. Er war zunächst ein prominenter Schauspieler, erreichte aber seine größte internationale Bekanntheit als einer der führenden Regisseure des Italienischen Neorealismus in den 1940er- und 1950er-Jahren. Sein Film Fahrraddiebe aus dem Jahr 1948 gilt unter Filmkritikern als einer der besten Filme aller Zeiten.

## Leben
De Sica wuchs in Neapel auf. Nach einer auf Wunsch seines Vaters, eines Bankbeamten, absolvierten Ausbildung zum Buchhalter debütierte er 1918 mit 16 Jahren als Filmschauspieler. 1924 schloss er sich der Theatergruppe von Tatiana Pavlova an, 1925 der Truppe Almirante Manzini und 1927 Almirante-Risone Tofano. Sein Durchbruch gelang 1927, als er in Spiel im Schloß von Ferenc Molnár für den erkrankten Hauptdarsteller einsprang. Nach Tätigkeiten bei weiteren Theatergruppen gründete er 1933 mit seiner ersten Ehefrau, Giuditta Rissone, und S. Tofano eine eigene Gruppe. Dort erarbeitete er sich das Image, mit dem er später im Schauspielfach berühmt werden sollte: das des jugendlichen Frauenlieblings. Mit seiner Rolle in Mario Camerinis Film Gli uomini, che mascalzoni! (1932) begann sein Aufstieg, er wurde einer der gefeiertesten Schauspieler Italiens in den 1930er Jahren.
In Rose scarlatte führte De Sica 1940 neben Giuseppe Amato erstmals Regie. Für die Vatikanproduktion Die Pforte des Himmels führte er von 1943 bis zur Befreiung Italiens am Ende des Zweiten Weltkriegs 300 Juden und politisch Verfolgte als Komparsen zum Schutz vor deren Verfolgung an. Von 1943 an arbeitete er mit dem Drehbuchautor Cesare Zavattini zusammen, der auch seine als Meisterwerke des italienischen Neorealismus geltenden Filme, Schuhputzer (1946) und Fahrraddiebe (1948), schrieb. Fahrraddiebe wurde mit einem Oscar ausgezeichnet. Ab 1946 arbeite De Sica mit dem Dramaturgen Gottfried Müller zusammen. Mit den Filmen Das Wunder von Mailand (1951) und Umberto D. (1952) festigte er seinen Ruf als bedeutender Regisseur. Er arbeitete häufig mit Arthur Cohn, der ihn als seinen „Lehrer“ bezeichnete. 1957 wirkte De Sica in Holywood in dem Kriegsdrama In einem anderen Land von Charles Vidor mit. Für seine Darstellung in der Verfilmung des gleichnamigen Romans von Ernest Hemingway wurde er 1958 als bester Nebendarsteller für einen Oscar nominiert.
In den 1960er Jahren drehte De Sica mehrere kommerziell erfolgreiche Filme, darunter Boccaccio 70 (1962) gemeinsam mit Federico Fellini und der mit einem Oscar prämierte Film Gestern, heute und morgen (1963) mit Sophia Loren in der Hauptrolle. Daneben arbeitete er im In- und Ausland weiterhin als Schauspieler. Auch sein 1970 entstandener Film Der Garten der Finzi Contini wurde mit einem Oscar ausgezeichnet, außerdem mit einem Goldenen Bären auf der Berlinale 1971.
De Sica war Darsteller in rund 160 Filmen und 125 Theaterproduktionen und führte in mehr als 35 Filmen Regie. Er verstand sich als Kommunist.
Mit seiner zweiten Ehefrau, der spanischen Schauspielerin María Mercader, hatte er zwei Söhne, Manuel und Christian De Sica.

## Filmografie (Auswahl)

### Darsteller
- 1917: Il processo Clémenceau
- 1927: La bellezza del mondo
- 1928: La compagnia dei matti
- 1932: Gli uomini, che mascalzoni!
- 1933: Das Lied der Sonne
- 1936: Der Mann, der nicht nein sagen kann (Ma non è una cosa seria)
- 1937: Il signor Max
- 1939: Ins blaue Leben (Castelli in aria)
- 1939: Alarm im Warenhaus (I grandi magazzini)
- 1941: Verliebte Unschuld (Teresa Venerdi)
- 1945: Noch einmal leben (Vivere ancora)
- 1946: Zum Teufel mit dem Reichtum (Abbasso la ricchezza!)
- 1949: Wer Geld hat, hat mehr vom Leben (Il mondo vuole così)
- 1950: Morgen ist es zu spät (Domani è troppo tardi)
- 1952: Guten Tag, Herr Elefant (Buongiorno, elefante!)
- 1952: Andere Zeiten (Altri tempi)
- 1953: Römischer Reigen (Villa Borghese)
- 1953: Madame de …
- 1953: Brot, Liebe und Fantasie (Pane, amore e fantasia)
- 1954: Tempi nostri
- 1954: Hundert Jahre Liebe (Cento anni d’amore)
- 1954: Dürfen Frauen so sein? (Secrets d’alcôve)
- 1954: Husarenstreiche (L’allegro squadrone)
- 1954: Liebe, Brot und Eifersucht (Pane, amore e gelosia)
- 1954: Schade, daß du eine Kanaille bist (Peccato che sia una canaglia)
- 1955: Im Zeichen der Venus (Il segno di Venere)
- 1955: Wohnung mit allem Komfort (Gli ultimi cinque minuti)
- 1955: Eine Frau für schwache Stunden (La bella mugnaia)
- 1955: Vier Herzen in Rom (Racconti romani)
- 1955: Liebe, Brot und 1000 Küsse (Pane, amore e.....)
- 1956: Bigamie ist kein Vergnügen (Il bigamo)
- 1956: Neros tolle Nächte (Mio figlio Nerone)
- 1956: Das fröhliche Urlaubshotel (Tempo di villeggiatura)
- 1956: Väter und Söhne (Padri e figli)
- 1957: Maurizio (I colpevoli)
- 1957: Rendezvous in Rom (Souvenir d’Italie)
- 1957: Die Monte Carlo Story (Monte Carlo)
- 1957: Casino de Paris
- 1957: Die Spionin von Gibraltar (La donna che venne dal mare)
- 1957: Luftschlösser (Il conte Max)
- 1957: Der Arzt und der Hexenmeister (Il medico e lo stregone)
- 1957: In einem anderen Land (A Farewell to Arms)
- 1957: Ferien auf der Sonneninsel (Vacanze a Ischia)
- 1957: Mein Allerwertester (Totò, Vittorio e la dottoressa)
- 1958: Liebe und Geschwätz (Amore e chiacchiere (Salviamo il panorama))
- 1958: Kanonenserenade (Pezzo, capopezzo e capitano)
- 1958: Marietto, Camilla und der liebe Gott (Ballerina e Buon Dio)
- 1958: Sei helle, bleib Junggeselle (Gli zitelloni)
- 1958: Liebe, Brot und Andalusien (Pane, amore e Andalusia)
- 1959: Liebe als Alibi (Nel blu dipinto di blu)
- 1959: Die erste Nacht (La prima notte)
- 1959: Mein schöner Ehemann (Il nemico di mia moglie)
- 1959: Theaterträume (Il mondo dei miracoli)
- 1959: Der falsche General (Il generale Della Rovere)
- 1959: Ferdinand – König von Neapel (Ferdinando I. re di Napoli)
- 1960: Der Schutzmann (Il vigile)
- 1960: Glut (The Angel Wore Red)
- 1960: Austerlitz – Glanz einer Kaiserkrone (Austerlitz)
- 1960: Es begann in Neapel (It Started in Naples)
- 1960: Ein Degen und drei Spitzenhöschen (Le tre eccetera del colonnello)
- 1960: Die Millionärin (The Millionairess)
- 1961: Das Bett des Königs (Vive Henri IV… vive l’amour!)
- 1961: Aladins Abenteuer (Le meraviglie di Aladino)
- 1961: Unser Bursche, der Herr Professor (Gli attendenti)
- 1962: Der junge General (La Fayette)
- 1965: Die amourösen Abenteuer der Moll Flanders (The Amorous Adventures of Moll Flanders)
- 1968: Die Platinbande (The Biggest Bundle of Them All)
- 1968: Caroline Chérie (Schön wie die Sünde) (Caroline chérie)
- 1968: In den Schuhen des Fischers (The Shoes of the Fisherman)
- 1969 Der Duft deiner Haut (Amanti)
- 1969: So reisen und so lieben wir (If It's Tuesday, This Must Be Belgium)
- 1969: Zwölf plus eins (Una su 13)
- 1971: Grüße von der Cosa Nostra (Cose di Cosa Nostra)
- 1972: Das Pferd kam ohne Socken (Ettore lo fusto)
- 1972: Bankraub am Monte Rosa (Snow Job)
- 1972: Tödliche Schlagzeilen (L’odeur des fauves)
- 1972: Pinocchio (Le avventure di Pinocchio) (Fernseh-Miniserie)
- 1973: Die Ermordung Matteottis (Il delitto Matteotti)
- 1974: Andy Warhols Dracula (Dracula cerca sangue di vergine… e morì di sete!!!)

### Regie
- 1940: Rose scarlatte
- 1940: Maddalena, ein Mädchen mit Pfiff (Maddalena, zero in condotta)
- 1941: Verliebte Unschuld (Teresa Venerdì)
- 1942: Un Garibaldino al convento
- 1944: I bambini ci guardano
- 1945: La porta del cielo
- 1946: Schuhputzer (Sciuscià)
- 1948: Fahrraddiebe (Ladri di biciclette)
- 1951: Das Wunder von Mailand (Miracolo a Milano)
- 1952: Umberto D. (Umberto D.)
- 1953: Rom, Station Termini (Stazione Termini)
- 1954: Das Gold von Neapel (L’oro di Napoli) (& Darsteller)
- 1956: Das Dach (Il tetto)
- 1958: Anna von Brooklyn (Anna di Brooklyn) (& Darsteller)
- 1960: Und dennoch leben sie (La ciociara)
- 1961: Das Jüngste Gericht findet nicht statt (Il giudizio universale) (& Darsteller)
- 1962: Boccaccio 70 (Boccaccio '70) (Episode)
- 1962: Die Eingeschlossenen (I sequestrati di Altona)
- 1963: Gestern, heute und morgen (Ieri, oggi e domani)
- 1964: Hochzeit auf italienisch (Matrimonio all’italiana)
- 1966: Eine junge Welt (Un monde nouveau)
- 1966: Jagt den Fuchs! (Caccia alla volpe)
- 1967: Hexen von heute (Le streghe)
- 1967: Siebenmal lockt das Weib (Woman Times Seven)
- 1968: Der Duft deiner Haut (Amanti)
- 1970: Sonnenblumen (I girasoli)
- 1970: Der Garten der Finzi Contini (Il giardino dei Finzi-Contini)
- 1972: Lo chiameremo Andrea
- 1973: Ein kurzer Urlaub (Una breve vacanza)
- 1974: Die Reise nach Palermo (Il viaggio)

## Auszeichnungen (Auswahl)
- 1946: Nastro d’Argento des  Sindacato Nazionale Giornalisti Cinematografici Italiani, Beste Regie für Schuhputzer
- 1948: Nastro d’Argento des Sindacato Nazionale Giornalisti Cinematografici Italiani, Bester Hauptdarsteller für Cuore
- 1949: Nastro d’Argento des Sindacato Nazionale Giornalisti Cinematografici Italiani, Bestes Drehbuch für Fahrraddiebe
- 1949: Internationales Filmfestival von Locarno, Spezialpreis der Jury für Fahrraddiebe
- 1951: Bodil, Bester europäischer Film für Fahrraddiebe
- 1955: Bodil, Bester europäischer Film für Umberto D.
- 1951: Nominierung für die Goldene Palme, Internationale Filmfestspiele von Cannes 1951, für Das Dach
- 1951: Großer Preis des Festivals, Internationale Filmfestspiele von Cannes 1951, für Das Wunder von Mailand
- 1955: Nominierung für die Goldene Palme, Internationale Filmfestspiele von Cannes 1955, für Das Gold von Neapel
- 1956: David di Donatello, Bester Schauspieler für Liebe, Brot und Eifersucht
- 1957: Jussi, Bester ausländischer Regisseur für Umberto D.
- 1958: Oscar-Nominierung, Bester Nebendarsteller für In einem anderen Land
- 1961: Nominierung für die Goldene Palme, Internationale Filmfestspiele von Cannes 1961 für Und dennoch leben sie
- 1961: Nominierung für den Goldenen Löwen, Internationale Filmfestspiele von Venedig 1961 für Das Jüngste Gericht findet nicht statt
- 1962: Blue Ribbon Award, Bester ausländischer Film für Und dennoch leben sie
- 1963: David di Donatello, Bester Regisseur für Die Eingeschlossenen von Altona
- 1965: David di Donatello, Bester Regisseur für Hochzeit auf italienisch
- 1971: Goldener Bär, Berlinale 1971, für Der Garten der Finzi Contini[5]
- 1971: Interfilm-Preis der Berlinale für Der Garten der Finzi Contini